# 今成守雄
今成 守雄（いまなり もりお、1934年〈昭和9年〉12月1日 - 2006年〈平成18年〉5月1日）は、平成時代の政治家。埼玉県羽生市長。

## 経歴
羽生市出身。埼玉県立不動岡高等学校卒。
羽生市監査委員事務局長、同総務部長を経て、1994年（平成6年）羽生市長に当選した。3期目の任期途中に死去した。